# Худі (одяг)
Ху́ді (англ. hoodie — «каптурка») — светр (кофта) з м'якого бавовняного трикотажу з каптуром. Характерні елементи — велика накладна кишеня спереду і шнурки для затягування каптура, також може мати вертикальну блискавку по центру, схожу як у куртках.

## Історія
Стиль та форма худі можуть бути простежені в середньовічній Європі, коли формальним одягом для ченців була довга туніка або роба з довгим декоративним каптуром. Светр із каптуром уперше випущений у США з початком 1930-х років. Але історичним прецедентом використання худі як елементу сучасного одягу був їх випуск компанією «Champion» для захисту робітників від морозу під час роботи на складах у штаті Нью-Йорк. Термін «худі» набув поширення в 1990-х роках.
Худі набула популярності в 1970-х роках завдяки кільком факторам. Саме тоді в Нью-Йорку активно розвивалася культура «хіп-хоп» — й елемент миттєвої анонімності, яку надавав каптур у худі, сподобався особам зі злочинними намірами. Висока мода також зробила свій внесок у цей період: Норма Камалі та інші провідні дизайнери використовували худі у своїх колекціях. Найважливіше значення для популяризації худі в цей час зіграла її поява в знаковому блокбастері «Роккі».
В 1990-х роках худі розвинулася одночасно в символ ізоляції для одних і вираження академічного духу для інших. У Британії худі стала асоціюватися з хуліганською субкультурою, оскільки набула популярності серед так званих «чавз» — білих підлітків, які походять із робітничих сімей і відрізняються антисоціальною, агресивною поведінкою. У США худі стала носити молодь, передусім скейтбордисти та серфери. Саме тоді набули популярності худі з логотипами університетів.

## Види худі
Існують спеціальні жіночі худі. Їхня основна відмінність — витонченість, миловидність і смішні аплікації, а часом і відсутність кишень.